# Marcillac-la-Croze
Marcillac-la-Croze là một xã thuộc tỉnh Corrèze trong vùng Nouvelle-Aquitaine miền trung Pháp.